# Lepus castroviejoi
Lepus castroviejoi е вид бозайник от семейство Зайцови (Leporidae). Видът е световно застрашен, със статут Уязвим.

## Разпространение
Разпространен е в Испания.